# Rochy-Condé
Rochy-Condé település Franciaországban, Oise megyében. Lakosainak száma 999 fő (2022. január 1.). Rochy-Condé Bailleul-sur-Thérain, Bresles, Laversines, Therdonne és Warluis községekkel határos.

## Népesség
A település népessége az elmúlt években az alábbi módon változott:
| Lakosok száma | 1002 | 999  | 1007 | 990  | 988  | 992  | 995  | 1003 | 999  |
|               | 2013 | 2015 | 2016 | 2017 | 2018 | 2019 | 2020 | 2021 | 2022 |